# Horst Uffhausen

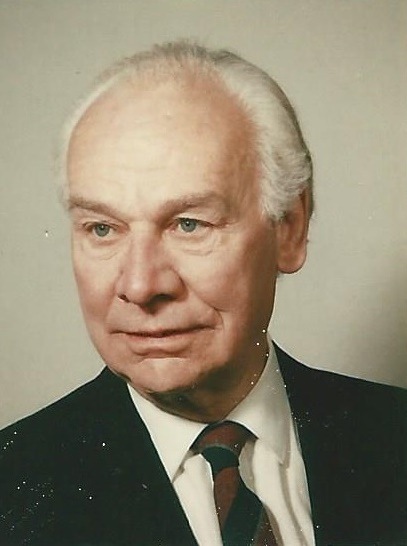
Horst Uffhausen

Horst Uffhausen (* 7. April 1909 in Liep, Provinz Ostpreußen; † 2. Februar 1999 in Lüneburg) war ein deutscher Richter. Er war Richter am Bundesverwaltungsgericht, Präsident des Oberlandesgerichts in Oldenburg, und Präsident des Niedersächsischen Staatsgerichtshofes.

## Leben
Uffhausens Eltern waren der Gutsbesitzer Waldemar Uffhausen und seine Frau Johanna Amalie Clara geb. Elmenthaler. Der Vater bewirtschaftete die Domäne Liep und erwarb später das Gut Grünheide im Kreis Insterburg. Dort aufgewachsen, besuchte Uffhausen das Collegium Fridericianum. Nachdem er am 12. März 1927 mit 17 Jahren das Abitur bestanden hatte, immatrikulierte er sich an der Albertus-Universität Königsberg für Rechtswissenschaft und Staatswissenschaft. Am 30. April 1927 wurde er im Corps Littuania aktiv. Als Inaktiver wechselte er an die Friedrich-Wilhelms-Universität zu Berlin. Mit 21 Jahren bestand er im Februar 1931 das Referendarexamen. Nach der Assessorprüfung am Preußischen Juristischen Landesprüfungsamt (1934) war er Gerichtsassessor in Ostpreußen. Am 1. August 1938 wurde er Landgerichtsrat in Königsberg (Preußen).
Am 16. August 1939 rückte er als Soldat zum Heer (Wehrmacht) ein. In drei Feldzügen wurde er dreimal verwundet. Zuletzt war er Hauptmann und Zweiter Generalstabsoffizier in einer Volksgrenadier-Division. Am 28. März 1945 geriet er im Taunus in amerikanische Kriegsgefangenschaft, die er in einem US-Lager in Nordfrankreich verbrachte. Am 14. September 1945 wurde er nach Northeim entlassen. Dorthin war seine Familie im Juli 1944 geflüchtet.
Das Oberlandesgericht Celle ernannte ihn zum Hilfsrichter am Landgericht Göttingen (Januar 1948) und am OLG Celle (November 1948). Am 27. Juni 1949 wurde er als Landgerichtsrat zum zweiten Mal in das Beamtenverhältnis auf Lebenszeit berufen. Schon am 5. Mai 1950 wurde er Oberlandesgerichtsrat am OLG Celle. Das Niedersächsische Justizministerium holte ihn zum 12. Juli 1955 als Regierungsdirektor und stellvertretenden Leiter des Prüfungsamtes für die Große Juristische Staatsprüfung nach Hannover.
Am 24. Januar 1959 ging er als Bundesrichter an das Bundesverwaltungsgericht in Berlin. Am 30. November 1965 wurde er Vizepräsident des Oberlandesgerichts Oldenburg, dessen Präsident er am 10. April 1968 wurde. Der Niedersächsische Landtag wählte ihn am 17. Dezember 1968 zum Mitglied und Präsidenten des Niedersächsischen Staatsgerichtshofs in Bückeburg. Im April 1975 wurde er pensioniert
Ehrenamtlich war Uffhausen von 1971 bis 1977 Studienleiter der Verwaltungs- und Wirtschaftsakademie in Oldenburg (Oldb) und Schlichter von Tarifstreitigkeiten in der Metallindustrie Nordniedersachsens.
1951 erhielt er das Band des Corps Albertina Hamburg.
Verheiratet war er seit 1938 mit Lore geb. Zimmermann († 1992). Sein Sohn holte ihn nach Lüneburg. Horst Uffhausen starb im Februar 1999 zwei Monate vor seinem 90. Geburtstag und hinterließ zwei Töchter und einen Sohn.  Seine Urne wurde auf dem Zentralfriedhof Lüneburg beigesetzt.

## Publikationen
- Justizausbildungsordnung in der für das Land Niedersachsen geltenden Fassung. Schwartz 1960.

## Ehrungen
- Kriegsverdienstkreuz (1939) 2. Klasse (nach dem Überfall auf Polen)
- Eisernes Kreuz 2. Klasse (nach dem Frankreichfeldzug)
- Eisernes Kreuz 1. Klasse (nach dem Russlandfeldzug)
- Infanterie-Sturmabzeichen
- Verwundetenabzeichen
- Medaille Winterschlacht im Osten 1941/42
- Großes Bundesverdienstkreuz mit Stern (11. April 1974)
- Großes Stadtsiegel Oldenburg (29. September 1977)